# Емоція
Емоції (від фр. é mouvoir — «у русі», «хвилювання», «збудження») — це внутрішнє переживання або рух настрою, наприклад радість, страх, гнів, смуток, які можуть бути викликані ситуацією чи подією. Емоції також можуть виникати спонтанно. Емоції є суб'єктивними переживаннями і пов'язані з фізичними реакціями, виразом обличчя та поведінкою.
У біологічному розумінні емоція  — це реакція мозку на афективний стимул. Як у людей, так і у тварин це майже автоматично виражається в певній моделі поведінки, наприклад у втечі або наближенні, а також у фізіологічних реакціях. Емоції це біологічно обґрунтовані психологічні стани, що виникають у результаті нейрофізіологічних змін, по-різному пов'язані з думками, почуттями, поведінковими реакціями і ступенем задоволення чи страждання. Немає наукового консенсусу щодо визначення. Емоції часто переплітаються з настроєм, темпераментом, особистістю, диспозицією або креативністю.
Емоційні процеси є частиною психічних процесів, які надають якості пізнанню та діяльності суб'єкта і визначають значення, яке мають для нього предмети, явища, інші люди, а також власна особистість, які є джерелом емоцій, тобто оцінюють стимулювання.
За останні два десятиріччя вивчення емоцій розширилися з допомогою багатьох галузей, зокрема психології, медицини, історії, соціології емоцій та комп'ютерних наук. Достаток теорій, які намагаються пояснити походження, функції та інші аспекти емоцій, сприяло більш інтенсивному вивченню цієї теми. Сучасні напрями досліджень концепцій емоцій містять розроблення матеріалів, що стимулюють і викликають емоції. Окрім того, ПЕТ-сканування і фМРТ-сканування допомагають вивчати процеси афективної картини в мозку.
З механістичної перспективи, емоції можна визначити як «позитивний або негативний досвід, який пов'язаний із визначеним патерном фізіологічної активності». Емоції викликають різні фізіологічні, поведінкові й когнітивні зміни. Первісна роль емоцій полягала в мотивації адаптивної поведінки, яке в минулому сприяло передання генів унаслідок виживання, репродукції та родинного добору.
У деяких теоріях пізнання є важливим аспектом емоцій. Згідно з іншими теоріями, емоції відокремлені від пізнання й можуть передувати йому. Свідоме переживання емоції — це ментальна репрезентація цієї емоції з минулого або гіпотетичного досвіду, котра пов'язана зі змістовним станом задоволення або незадоволення. Свідоме стану встановлюються у вигляді вербальних пояснень досвіду, котрі описують внутрішній стан.
Емоції — комплексне поняття. Існують різні теорії щодо питання того, чи викликають емоції зміни в нашій поведінці. З одного боку, фізіологія емоцій тісно пов'язана зі збудженням нервової системи. Емоції також пов'язані з поведінковими тенденціями. Екстраверти більше схильні до спілкування і вираження своїх емоцій, в той час як інтроверти переважно схильні до соціальної замкнутості і стримування своїх емоцій. Емоції часто є рушійною силою мотивації. З іншого боку, емоції — це не причинно-наслідкові зв'язки, а сукупність компонентів, які можуть містити мотивацію, почуття, поведінку і фізіологічні зміни, але жоден з цих компонентів не є емоцією. Емоція також не є сутністю, яка викликає ці компоненти.
Емоції містять у собі різні компоненти, такі як суб'єктивний досвід, когнітивні процеси, експресивна поведінка, психофізіологічні зміни й інструментальна поведінка. Свого часу вчені намагалися ідентифікувати емоцію з одним із компонентів: Вільям Джеймс — зі суб'єктивним досвідом, біхевіористи — з інструментальною поведінкою, психофізіологи — з фізіологічними змінами й так далі. Останнім часом говорять, що емоція складається з усіх компонентів. Різні компоненти емоцій класифікуються дещо по-різному залежно від академічної дисципліни. У психології та філософії емоція зазвичай має суб'єктивний, свідомий досвід, що характеризується, насамперед, психофізіологічними проявами, біологічними реакціями і психічними станами. Подібний багатокомпонентний опис емоцій трапляється в соціології. Наприклад, Пеґґі Тойтс описала емоції як фізіологічні компоненти, котрі містять культурні або емоційні ярлики (гнів, здивування тощо), виразні дії тіла й оцінювання ситуації, контекстів.

## Етимологія

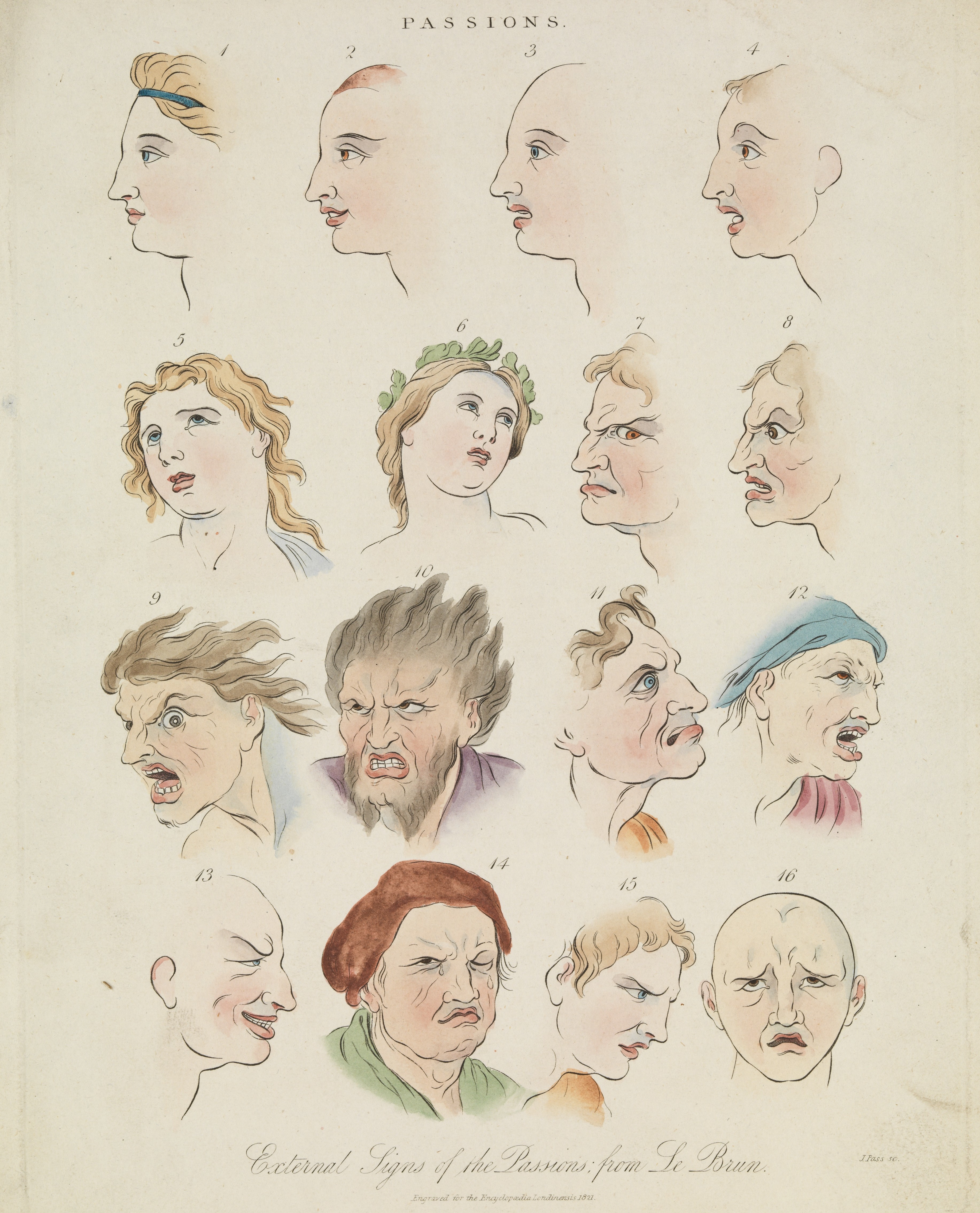
Шістнадцять облич, котрі виражають людські пристрасті — кольорова гравюра Ж. Пасса, 1821 року

Слово «емоція» з'явилося в 1579 році, коли його адаптували з французького слова émouvoir, що літерально означає «хвилювання», «збудження». Термін «емоція» ввели в академічну дискусію в якості спільного терміна для позначення пристрастей, почуттів та ніжностей. Слово «емоція» було внесено на початку 1800-х років Томасом Брауном, а сучасне поняття емоції вперше сформувалося в англійській мові біля 1830-х років. «Приблизно до 1830 року ніхто не відчував емоцій. Натомість вони відчували інші речі — «пристрасть», «події душі», «моральні почуття» — і пояснювали їх абсолютно не так, як ми розуміємо емоції в сьогоденні».
Деякі кроскультурні дослідження свідчать, що категоризація поняття «емоція» та класифікація основних емоцій, таких як «гнів» та «журба», не є універсальними, і що кордони в галузі цих понять у всіх культурах позначаються по-різному. Однак інші стверджують, що існують деякі універсальні основи емоцій. У психіатрії та психології нездатність виражати або сприймати емоції іноді називають алекситемією.

## Історія
Людська природа й пов'язані з нею фізіологічні відчуття завжди були предметом уваги мислителів і філософів. Найбільшу цікавість проявляли як західні, так і східні цивілізації. Емоційні стани асоціювалися з божественним і просвітленим станом людського розуму й тіла. Постійно мінливі дії людей і коливання настрою мали велике значення для більшості західних філософів (Арістотель, Платон, Декарт, Аквінський, Гоббс), що призвело їх до висування численних теорій; часто між собою конкуруючих, котрі намагалися пояснити емоції й наступні за ними мотиватори людських дій і їх наслідків.
В епоху Просвітництва шотландський мислитель Девід Г'юм запропонував революційний аргумент, який намагався пояснити основні мотиватори людських дій і поведінки. Він припустив, що дії мотивуються «страхами, бажаннями і пристрастями». Як він писав у своїй книзі «Трактат про людську природу» (1773): «Розум само собою неспроможний бути мотивом для будь-якої дії волі... він ніколи не може протистояти пристрастям у напрямку волі... Розум є й повинен бути рабом пристрастей і ніколи не може претендувати ні на яку іншу посаду, крім як служити і підкорятися їм». Цими рядками Г'юм намагався пояснити, що розум і подальші його дії будуть підпорядковані бажанням і досвіду «я». Пізніші мислителі припустили, що дії й емоції глибоко взаємопов'язані із соціальними, політичними, історичними та культурними аспектами реальності, що також було б пов'язано зі складними неврологічними і фізіологічними дослідженнями мозку та інших частин фізичного тіла і його природи.

## Означення
Лексичне визначення емоції: «Сильне почуття, викликане обставинами, настроєм або відносинами з іншими людьми». Емоції — це реакція на значущі внутрішні й зовнішні події.
Емоції можуть бути явищами (наприклад, паніка) або схильностями (наприклад, неприязнь), короткочасними (наприклад, гнів) або тривалими (наприклад, горе). Психотерапевт Майкл Ґрем описує всі емоції як існуючі на континуумі інтенсивності. Так, страх може змінюватися від легкого занепокоєння до жаху, а сором - від простого збентеження до токсичного сорому. Емоції описуються як складники з координованого набору реакцій, зокрема вербальні, фізіологічні, поведінкові та нейронні механізми.
Емоції класифікуються за категоріями, при цьому між емоціями існують певні відносини, а деякі безпосередньо протилежні. Ґрем розрізняє емоції як функціональні або дисфункціональні і стверджує, що всі функціональні емоції приносять користь.
У деяких випадках емоції — це сильні почуття, спрямовані на когось чи щось. З іншого боку, емоція може використовуватися для позначення станів, які є м'якими (наприклад, роздратування або вдоволеність), і станів, які ні на що не спрямовані (наприклад, тривога й депресія). Один із напрямів досліджень розглядає значення слова емоція в повсякденній мові і виявляє, що це вживання досить сильно відрізняється від вживання в академічному дискурсі.
У практичному плані Джозеф Леду визначив емоції як результат когнітивного і свідомого процесу, який відбувається у відповідь на реакцію системи організму на пусковий механізм.

## Компоненти
Відповідно до компонентної моделі процесів (КМП) емоцій Шерера, існує п'ять найважливіших елементів емоцій. З точки зору компонентного процесу, емоційне переживання вимагає, щоб всі ці процеси стали скоординованими і синхронізованими на короткий період часу, керовані процесами оцінки. Хоча включення когнітивної оцінки в число елементів дещо суперечливе, оскільки деякі теоретики виходять з того, що емоції і пізнання є окремими, але взаємодіючими системами, КМП забезпечує послідовність подій, яка ефективно описує координацію, залучену в емоційний епізод.
- Когнітивна оцінка: забезпечує оцінювання обставин і об'єктів.
- Тілесні симптоми: фізіологічний компонент емоційного досвіду.
- Тенденції до дії: мотиваційний компонент для підготовки та направлення рухових реакцій.
- Експресія: міміка і голос майже завжди супроводжує емоційний стан, передаючи реакцію і намір дій.
- Відчуття: суб'єктивне переживання емоційного стану після його виникнення.

## Диференціація
Емоцію можна відрізнити від ряду подібних понять в межах галузі афективної нейронауки:

- Почуття; не всі почуття передбачають емоції, наприклад, почуття пізнання. В контексті емоцій почуття найкраще розуміти як суб'єктивне уявлення емоцій, приватне для індивіда, що зазнає їх.[33][неякісне джерело]
- Настрій — це дифузні афективні стани, котрі зазвичай тривають набагато довше, ніж емоції, також зазвичай менш інтенсивні, ніж емоції, і часто видаються позбавленими контекстуального стимулу.[29]
- Афект використовується для опису афективного переживання, що лежить в основі емоції чи настрою.

## Призначення та цінність
Одна з точок зору полягає в тому, що емоції сприяють адаптивній реакції на виклики навколишнього середовища. Емоції були описані як результат еволюції, оскільки вони забезпечили хороші рішення давніх і повторюваних проблем, з якими стикалися наші предки. Емоції можуть служити способом передачі важливої для людини інформації, наприклад, цінностей і етичних норм. Однак деякі емоції, наприклад, деякі форми тривоги, іноді розглядаються як частина психічних розладів і, таким чином, можливо, мають негативне значення.

## Теорія

### Класифікація емоцій

Колесо емоцій

За ступенем збудження чи заспокоєння розрізняють:
- Стенічні емоції — підштовхують до вчинків, висловів, збільшують напругу сил. Людині важко мовчати, не діяти активно (радість, впевненість, тріумф, страх, злість).
- Астенічні емоції — характеризуються пасивністю, бездіяльністю (страждання, неспокій, страх).

За наявністю відтінків задоволення або незадоволення розрізняють:
- Позитивні емоції — породжуються узгодженням обставин з нормами, що відповідають світогляду цієї особи (задоволення, радість, захват, замилування, самовдоволення, упевненість, задоволеність собою, повага, довіра, симпатія, ніжність, любов, вдячність, спокійна совість, полегшення, безпека, каяття, каяття совісті, й ін.).
- Негативні емоції — породжуються відхиленням обставин від параметрів життєдіяльності конкретної людини як особистості (горе (скорбота), невдоволення, туга, сум, нудьга, розпач, засмучення, тривога, переляк, страх, жах, жалість, розчарування, образа, гнів, презирство, обурення, гордість, ворожість, заздрість, ненависть, злість, ревнощі, сумнів, розгубленість, зніяковілість, сором, відраза і т. д.).

Також окремо виділяють: нижчі емоції, що пов'язані з безумовно-рефлекторною діяльністю, ґрунтуються на інстинктах та є їх вищим виразом (емоції голоду, спраги, егоїзму тощо) і вищі, дійсно людські емоції-почуття: обов'язку, любові, товариства, сорому тощо.

### Куб Левгейма
У 2012 р. Х'юго Левгейм запропонував тривимірну модель — Куб емоцій Левгейма, де три моноамінових нейромедіатори серотонін, дофамін і норадреналін утворюють осі координатної системи, а вісім базових емоцій, позначених відповідно до теорії афекту Сільвана Томкінса, знаходяться у восьми вершинах куба. Модель куб Левгейма використовується також в галузі біологічних штучних емоцій.

### Фундаментальні емоції
З часів Аристотеля налічують шість основних емоцій: радість, здивування, сум, гнів, страх і огиду.
Десять фундаментальних емоцій (за К. Ізардом) — це цікавість, радість, здивування, гнів, горе, відраза, зневага, страх, сором та вина.
Кожна фундаментальна емоція має властиві тільки для неї адаптивні функції з унікальними мотиваційними якостями, винятково важливими для кожного індивіду та для всього виду.
Емоції називаються фундаментальними, оскільки кожна з них має:
1. специфічні внутрішньо детерміновані нервові субстрати;
2. характерні мімічні або нервово-м'язові виразні комплекси;
3. відмінне суб'єктивне переживання або феноменологічну якість.

Жоден з цих компонентів не утворює емоцію самостійно. Цілісна емоція (або повний емоціональний процес) вимагає всіх цих трьох компонентів, хоч в одному з них — виражальному комплексі — і тривалість, і інтенсивність послаблюються соціалізацією.

### Властивості
Емоціям (утім, як й емоційному тону) притаманна низка властивостей
- Універсальність
- Динамічність
- Домінантність
- Накопичення
- Зміцнення
- Адаптація
- Упередженість (суб'єктивність)
- Заразливість
- Пластичність
- Утримання в пам'яті
- Іррадіація
- Перенос

### Вияв
Т. Томашевські на прикладі емоції гніву виокремив чотири фази розвитку емоції: фазу кумуляції (нагромадження, підсумовування), вибуху, зменшення напруження та вгасання.

#### Фізіологія
Емоції виявляються у зовнішній поведінці і у перебудові внутрішнього середовища організму, що має своєю метою адаптацію організму до середовища проживання. Наприклад емоція страху готує організм до «поведінки уникнення»: активізується орієнтовний рефлекс, що активує система мозку, посилюється робота органів чуття, в кров виділяється адреналін, посилюється робота серцевого м'яза, дихальної системи, напружуються м'язи, сповільнюється робота органів травлення тощо. Те, що безліч фізіологічних змін, пов'язаних з емоціями, проявляються в активації вегетативної нервової системи має важливе прикладне значення: у клінічній та науково-дослідницькій практиці широко використовуються такі її параметри, як артеріальний тиск, пульс, дихання, реакція зіниць, стан шкірних покривів (в тому числі, елевація волосся шкіри), активність залоз зовнішньої секреції, рівень глюкози в крові.
До того, як емоції проявляться у свідомості (на рівні кори головного мозку), інформація від зовнішніх рецепторів обробляється на рівні підкірки, гіпоталамуса, гіпокампу, досягаючи поясної звивини. Система гіпоталамуса і мигдалини забезпечують реакцію організму на рівні найпростіших, базових форм поведінки

#### Мімічні прояви
Міміка — універсальний спосіб прояву емоцій серед людей незалежно від расової та соціальної приналежності. Центр розпізнавання емоцій розташовується в правій півкулі головного мозку і має відмінну від центру розпізнавання осіб локалізацію.
Існує так званий феномен «емоційного зараження» — емоції, особливо в середовищі стадних тварин, проявлені в поведінці однієї особиною, викликають схожі емоції в інших особин, які ці прояви спостерігають. У людському середовищі цей ефект так само присутній і особливо помітний в поведінці натовпів.

### Емоційний відгук
Емоційний відгук (сприйнятливість, чутливість) — оперативна емоційна реакція на поточні зміни в предметному середовищі (побачили гарний краєвид — захопилися). Емоційний відгук визначається емоційною збудливістю людини. Одним з видів емоційного відгуку є емоційне співзвуччя, синтонія. Синтонія — здатність гармонійно відгукуватися на стани інших людей і на явища навколишнього світу (відчувати себе в гармонії з природою, з людьми чи людиною).

### Формули емоцій

#### Формула Симонова
Широкого визнання набула створена радянським психофізіологом Павлом Симоновим формула, яка в короткій символічній формі подає співчинники, що впливають на виникнення та характер емоції.
Е{\displaystyle =f(} П {\displaystyle (}Ін-Іс{\displaystyle ))}
Е = f (П (Ін-Іс))
де Е — емоція, її ступінь, якість і знак; П — сила і якість актуальної потреби; (Ін-Іс) — оцінка ймовірності (можливості) задоволення потреби на основі вродженого і онтогенетичного досвіду; Ін — інформація про ресурси, які прогностично необхідні для задоволення потреби; Іс — інформація про існуючі засоби, якими реально володіє суб'єкт.
Ця формула не застосовується для отримання конкретних кількісних значень, а тільки для ілюстрації самого принципу формування позитивних чи негативних емоцій різної сили.

#### Формула Анохіна
У формулі Симонова фігурує величина Ін — інформація про ресурси, які прогностично необхідні для задоволення потреби. Це означає, що потреба ще не задоволена, тобто ситуація по задоволенню потреби ще не завершилася. Емоції, що виникають до завершення ситуації називаються попередніми. Таким чином формула Симонова застосовна, можливо, тільки до попередніх емоцій.
Крім попередніх є так звані констатуючі емоції, що виникають після завершення ситуації. Для констатуючих емоцій Костянтином Анохіним розроблена теорія емоцій, яка стверджує, що знак і сила емоції визначаються ступенем досягнення мети. Якщо мета досягнута, то виникає позитивна емоція, якщо не досягнута, то негативна.